# Warehouse (club de noapte)
Warehouse este o clădire istorică situată în Chicago, Illinois, în Statele Unite ale Americii, cunoscută cel mai bine pentru clubul de noapte cu același nume, ce se adresa comunităților gay și alternative, care a fost înființat în 1977 sub conducerea lui Robert "Robbie" Williams. Robbie Williams a fost cel care, pe afișele promoționale, a descris evenimentele de la Warehouse drept petreceri „house” sau muzică „house”. Ca atare, Warehouse este cel mai bine cunoscut ca locul care a denumit și este una dintre originile muzicii house. Warehouse este asociat în mod special cu muzica Chicago house și a fost locul de naștere al genului sub primul său director muzical, DJ Frankie Knuckles.
Clădirea a fost desemnată ca un reper din Chicago pe 21 iunie 2023.

## Descriere
La Warehouse se punea o gamă largă de muzică de dance; cu toate acestea, în primul rând au fost R'n'B și Disco. Knuckles a experimentat diferite posibilități de a dezvolta o expresie originală, mixând muzica disco cu muzica electronică europeană. DJ History relatează: „Stilul de muzică cunoscut acum sub numele de house a fost numit astfel după o versiune prescurtată a clubului lui [Knuckles]”.
Situat la 206 South Jefferson Street din Chicago, clubul a fost făcut într-o fostă fabrică cu trei etaje. Warehouse a atras aproximativ cinci sute de clienți de sâmbătă la miezul nopții până duminică la amiază. Warehouse a fost frecventat în primul rând de bărbați gay de culoare și latino, care veneau să danseze pe muzică disco mixată de DJ-ul rezident al clubului, Frankie Knuckles. Intrarea a fost de cinci dolari, iar clubul oferea gratuit suc și apă clienților. La etajul din mijloc este locul unde DJ Knuckles a început să experimenteze editarea pauzelor de muzică disco cu un magnetofon. Acest mix avea să devină în curând începutul muzicii house.
Warehouse a devenit un centru pentru oamenii din Chicago, în special pentru bărbați gay de culoare. A fost comparat cu o experiență religioasă și spirituală. La acea vreme, mulți bărbați gay de culoare s-au simțit excluși din comunitățile religioase în care au fost crescuți. Acest lucru a contribuit la cultura creată la Warehouse. Era un loc în care oamenii puteau fi deschiși și „această deschidere sexuală a permis clubului să fie neobișnuit de lipsitde agresiune”.
Chicago house a fost un gen specific pentru persoanele gay de culoare în multe privințe timp de mulți ani, iar Warehouse a fost un spațiu specific care a cultivat acea scenă într-un mod sigur. Muzica de culoare a fost în centrul erei disco și sunt imposibil de separat rădăcinile disco-ului de persoanele queer de culoare dezavantajate care s-au adunat în jurul ei. House este conectat la muzica disco prin faptul că „a modificat forma, intensificând aspectele muzicii care i-au ofensat cel mai mult pe rokerii albi și pe fanii muzicii funk de culoare: repetiția mecanică, texturile sintetice și electronice, absența de ancorare culturală, hipersexualitatea 'depravată' și hedonismul „decadent” indus de droguri.
Warehouse a fost un loc care a permis muzicii house să înflorească ca o continuare a muzicii disco sub Frankie Knuckles. A continuat tradiția de a face muzică pentru club, pentru ca oamenii să simtă cu adevărat și să creeze o atmosferă și experiență de dans sacre, mai degrabă decât să facă doar ceva care ar putea să fie hituri la radio sau să se claseze în clasamentele Top 40. „Bataia fermă și constantă a tobei pe patru timpi va deveni marca definitorie a muzicii house”. Knuckles obișnuia, de asemenea, să modifice melodiile prin adăugarea de clap-uri sintetice, pattern-uri speciale de hi-hat și loop-uri de bas. În acest fel, a depășit limitele modului în care ar trebui să sune o melodie și a modului în care o melodie poate fi manipulată pentru a se potrivi cu un decor de club.

## Schimbări
După ce Warehouse și-a dublat taxa de intrare la sfârșitul anului 1982, a devenit mai comercial. Knuckles a decis să plece și să-și înființeze propriul club, Power Plant, și mai târziu Powerhouse, unde l-au urmat adepții săi devotați. Ca răspuns, proprietarii Warehouse au fondat Music Box (situat la 326 N Michigan Ave, din 1983 până în 1988) și au angajat un nou DJ pe nume Ron Hardy, care a devenit el însuși destul de influent în dezvoltarea muzicii house.

## Omagiile lui Frankie Knuckles
În 2004, orașul Chicago – care „a devenit notoriu în comunitatea dance din întreaga lume pentru că a adoptat așa-numita ordonanță anti-rave în 2000, care îi făcea pe cei care dețineau proprietăți, pe promotori și deejay susceptibili de amenzi de 10000 de dolari pentru implicarea într-un petreceri de dans fără licență” – a denumit o porțiune de stradă din Chicago după Knuckles, unde se afla odată vechiul Warehouse, pe Jefferson Street, între Jackson Boulevard și Madison Street, în West Loop. Acea porțiune de stradă, numită Frankie Knuckles Way, a fost redenumită atunci când orașul a declarat data de 25 august 2004 drept Frankie Knuckles Day. Viitorul președinte al Statelor Unite, Barack Obama, a fost printre susținătorii schimbării în calitate de senator al statului Illinois.